# Żarnówka (Pogórze Wiśnickie)
Żarnówka – pojedyncze, najdalej na południe wysunięte wzniesienie na Pogórzu Wiśnickim. Ma wysokość 457 m n.p.m. i sąsiaduje od południa z górą Łopusze, która należy już do Beskidu Wyspowego. Żarnówka położona jest na terenie gminy Żegocina, w miejscowościach: Żegocina, Łąkta Górna, Bytomsko. Jest w większości zalesiona, głównie lasem iglastym z przewagą sosny. Wszystkie spływające z niej potoki stanowią dopływ Sanki.
Przez Żarnówkę nie prowadzą znakowane szlaki turystyczne, warto jednak zwiedzić ją wspinając się drogami leśnymi. W czasie I wojny światowej odbywały się na niej zażarte walki. 4 grudnia 1914 r. Prusacy szturmowali Rosjan okopanych na stokach Żarnówki i sąsiedniego wzgórza Górczyna. W toku zażartych walk Prusacy o godz. 15 zdobyli te wzgórza, dostając się jednak pod ogień armat rosyjskich ustawionych na grzbiecie wzniesienia od Leszczyny do Lipnicy Murowanej. Na odcinku tym walki trwały 14 dni, ostatecznie Prusacy przełamali front rosyjski w bezpośredniej walce na bagnety. W samych tylko okolicach Żarnówki pozostało po tych walkach 6 cmentarzy wojennych z 823 poległymi żołnierzami.
Projektowane jest utworzenie na Żarnówce częściowego rezerwatu leśnego obejmującego las sosnowy oraz odkrywkę geologiczną. Drzewa rosnące w lesie liczą 100–120 lat i jest to prawdopodobnie naturalny drzewostan.